# Eleições parlamentares europeias de 2019 no distrito de Santarém
| Eleições parlamentares europeias de 2019 Distritos: Aveiro \| Beja \| Braga \| Bragança \| Castelo Branco \| Coimbra \| Évora \| Faro \| Guarda \| Leiria \| Lisboa \| Portalegre \| Porto \| Santarém \| Setúbal \| Viana do Castelo \| Vila Real \| Viseu \| Açores \| Madeira \| Estrangeiro |

## Resultados por concelho
Os resultados nos concelhos do Distrito de Santarém foram os seguintes:

### Abrantes
| Partido                 | Partido                                         | Votos  | %               | +/-  |
| ----------------------- | ----------------------------------------------- | ------ | --------------- | ---- |
|                         | Partido Socialista                              | 4 717  | 40,51 / 100,00  | 1,28 |
|                         | Partido Social Democrata                        | 1 721  | 14,78 / 100,00  | -    |
|                         | Bloco de Esquerda                               | 1 439  | 12,36 / 100,00  | 6,42 |
|                         | Coligação Democrática Unitária                  | 801    | 6,88 / 100,00   | 5,06 |
|                         | CDS – Partido Popular                           | 541    | 4,65 / 100,00   | -    |
|                         | Pessoas–Animais–Natureza                        | 448    | 3,85 / 100,00   | 2,37 |
|                         | Basta!                                          | 263    | 2,26 / 100,00   | 1,39 |
|                         | LIVRE                                           | 172    | 1,48 / 100,00   | 0,35 |
|                         | Aliança                                         | 157    | 1,35 / 100,00   | Novo |
|                         | Partido Comunista dos Trabalhadores Portugueses | 116    | 1,00 / 100,00   | 1,15 |
|                         | Outros (com menos de 1,00%)                     | 388    | 3,33 / 100,00   |      |
| Votos Inválidos         | Votos Inválidos                                 | 881    | 7,56 / 100,00   | 0,50 |
| Total                   | Total                                           | 11 644 | 100,00 / 100,00 |      |
| Eleitorado/Participação | Eleitorado/Participação                         | 32 413 | 35,92 / 100,00  | 0,66 |

| Freguesia                                       | %     | %     | %     | %     | %    | %    | %    | %    | %    | %    | Votantes |
| Freguesia                                       | PS    | PSD   | BE    | CDU   | CDS  | PAN  | B!   | L    | A    | PCTP | Votantes |
| ----------------------------------------------- | ----- | ----- | ----- | ----- | ---- | ---- | ---- | ---- | ---- | ---- | -------- |
| Abrantes e Alferrarede                          | 33,16 | 16,68 | 14,08 | 5,28  | 6,63 | 4,69 | 2,87 | 1,84 | 1,88 | 0,66 | 4 885    |
| Aldeia do Mato e Souto                          | 21,05 | 53,42 | 5,26  | 2,37  | 2,37 | 1,84 | 1,05 | 0,26 | 1,32 | 0,79 | 380      |
| Alvega e Concavada                              | 55,33 | 9,70  | 7,00  | 8,43  | 5,72 | 3,34 | 1,27 | 1,43 | 0,95 | 1,75 | 629      |
| Bemposta                                        | 53,58 | 10,83 | 10,28 | 5,69  | 2,20 | 4,04 | 1,83 | 0,92 | 0,55 | 1,65 | 545      |
| Carvalhal                                       | 39,58 | 25,42 | 10,00 | 4,17  | 2,92 | 1,67 | 3,33 | 1,67 | 0    | 0,83 | 240      |
| Fontes                                          | 43,22 | 20,60 | 4,02  | 2,01  | 5,03 | 3,02 | 1,01 | 1,01 | 2,51 | 1,01 | 199      |
| Martinchel                                      | 38,25 | 18,03 | 8,20  | 4,37  | 6,01 | 2,73 | 3,28 | 0,55 | 1,64 | 0,55 | 183      |
| Mouriscas                                       | 39,68 | 14,95 | 11,03 | 9,79  | 5,34 | 1,60 | 1,25 | 1,07 | 0,53 | 2,14 | 562      |
| Pego                                            | 50,28 | 7,58  | 12,64 | 8,01  | 2,53 | 3,51 | 2,53 | 0,98 | 0,28 | 1,69 | 712      |
| Rio de Moinhos                                  | 48,44 | 11,90 | 11,61 | 4,53  | 3,12 | 3,12 | 3,12 | 1,42 | 0,85 | 0,28 | 353      |
| São Facundo e Vale das Mós                      | 51,75 | 5,79  | 14,74 | 10,70 | 1,23 | 2,46 | 1,58 | 0,18 | 0,35 | 2,11 | 570      |
| São Miguel do Rio Torto e Rossio ao Sul do Tejo | 45,52 | 10,56 | 11,48 | 9,49  | 3,14 | 3,67 | 2,30 | 1,45 | 1,22 | 0,69 | 1 307    |
| Tramagal                                        | 44,86 | 8,99  | 14,55 | 10,66 | 2,32 | 4,36 | 0,93 | 2,04 | 1,58 | 0,93 | 1 079    |
| Abrantes                                        | 40,51 | 14,78 | 12,36 | 6,88  | 4,65 | 3,85 | 2,26 | 1,48 | 1,35 | 1,00 | 11 644   |

### Alcanena
| Partido                 | Partido                                         | Votos  | %               | +/-  |
| ----------------------- | ----------------------------------------------- | ------ | --------------- | ---- |
|                         | Partido Socialista                              | 1 376  | 32,80 / 100,00  | 3,72 |
|                         | Partido Social Democrata                        | 932    | 22,02 / 100,00  | -    |
|                         | Coligação Democrática Unitária                  | 357    | 8,51 / 100,00   | 5,40 |
|                         | Bloco de Esquerda                               | 334    | 7,96 / 100,00   | 3,97 |
|                         | CDS – Partido Popular                           | 240    | 5,72 / 100,00   | -    |
|                         | Pessoas–Animais–Natureza                        | 153    | 3,65 / 100,00   | 2,34 |
|                         | Aliança                                         | 99     | 2,36 / 100,00   | Novo |
|                         | Basta!                                          | 86     | 2,05 / 100,00   | 1,27 |
|                         | LIVRE                                           | 52     | 1,24 / 100,00   | 0,52 |
|                         | Partido Comunista dos Trabalhadores Portugueses | 42     | 1,00 / 100,00   | 0,92 |
|                         | Outros (com menos de 1,00%)                     | 138    | 3,29 / 100,00   |      |
| Votos Inválidos         | Votos Inválidos                                 | 386    | 9,20 / 100,00   | 1,28 |
| Total                   | Total                                           | 4 195  | 100,00 / 100,00 |      |
| Eleitorado/Participação | Eleitorado/Participação                         | 11 944 | 35,12 / 100,00  | 0,80 |

| Freguesia                       | %     | %     | %     | %    | %    | %    | %    | %    | %    | %    | Votantes |
| Freguesia                       | PS    | PSD   | CDU   | BE   | CDS  | PAN  | A    | B!   | L    | PCTP | Votantes |
| ------------------------------- | ----- | ----- | ----- | ---- | ---- | ---- | ---- | ---- | ---- | ---- | -------- |
| Alcanena e Vila Moreira         | 34,12 | 17,96 | 12,06 | 8,98 | 4,62 | 3,69 | 3,15 | 1,61 | 1,21 | 1,21 | 1 492    |
| Bugalhos                        | 46,86 | 14,47 | 8,81  | 9,43 | 2,52 | 2,83 | 1,26 | 2,20 | 1,26 | 0,31 | 318      |
| Malhou, Louriceira e Espinheiro | 41,18 | 13,49 | 9,86  | 9,00 | 5,71 | 4,15 | 1,90 | 1,73 | 0,69 | 1,73 | 578      |
| Minde                           | 23,80 | 31,44 | 5,39  | 6,07 | 7,84 | 3,62 | 2,74 | 2,35 | 1,57 | 0,88 | 1 021    |
| Moitas Venda                    | 29,24 | 24,92 | 3,65  | 7,97 | 5,98 | 4,65 | 1,00 | 4,32 | 1,33 | 1,00 | 301      |
| Monsanto                        | 37,96 | 17,14 | 8,98  | 8,98 | 3,67 | 2,86 | 2,45 | 2,45 | 0,82 | 0,41 | 245      |
| Serra de Santo António          | 23,33 | 42,50 | 1,67  | 4,17 | 9,58 | 2,92 | 0    | 0,83 | 1,67 | 0    | 240      |
| Alcanena                        | 32,80 | 22,22 | 8,51  | 7,96 | 5,72 | 3,65 | 2,36 | 2,05 | 1,24 | 1,00 | 4 195    |

### Almeirim
| Partido                 | Partido                                         | Votos  | %               | +/-  |
| ----------------------- | ----------------------------------------------- | ------ | --------------- | ---- |
|                         | Partido Socialista                              | 2 493  | 44,19 / 100,00  | 2,70 |
|                         | Partido Social Democrata                        | 736    | 13,05 / 100,00  | -    |
|                         | Coligação Democrática Unitária                  | 513    | 9,09 / 100,00   | 6,59 |
|                         | Bloco de Esquerda                               | 497    | 8,81 / 100,00   | 4,65 |
|                         | CDS – Partido Popular                           | 290    | 5,14 / 100,00   | -    |
|                         | Pessoas–Animais–Natureza                        | 189    | 3,35 / 100,00   | 2,39 |
|                         | Basta!                                          | 135    | 2,39 / 100,00   | 1,62 |
|                         | Aliança                                         | 73     | 1,29 / 100,00   | Novo |
|                         | LIVRE                                           | 70     | 1,24 / 100,00   | 0,17 |
|                         | Partido Comunista dos Trabalhadores Portugueses | 69     | 1,22 / 100,00   | 0,96 |
|                         | Outros (com menos de 1,00%)                     | 152    | 2,70 / 100,00   |      |
| Votos Inválidos         | Votos Inválidos                                 | 425    | 7,54 / 100,00   | 0,60 |
| Total                   | Total                                           | 5 642  | 100,00 / 100,00 |      |
| Eleitorado/Participação | Eleitorado/Participação                         | 19 642 | 28,72 / 100,00  | 3,04 |

| Freguesia            | %     | %     | %     | %     | %    | %    | %    | %    | %    | %    | Votantes |
| Freguesia            | PS    | PSD   | CDU   | BE    | CDS  | PAN  | B!   | A    | L    | PCTP | Votantes |
| -------------------- | ----- | ----- | ----- | ----- | ---- | ---- | ---- | ---- | ---- | ---- | -------- |
| Almeirim             | 39,44 | 14,66 | 8,33  | 10,54 | 5,86 | 3,40 | 2,28 | 1,65 | 1,50 | 1,25 | 3 207    |
| Benfica do Ribatejo  | 55,31 | 6,84  | 15,92 | 6,15  | 4,05 | 2,09 | 0,84 | 0,84 | 0,98 | 1,54 | 716      |
| Fazendas de Almeirim | 47,19 | 12,76 | 7,00  | 7,92  | 4,25 | 3,86 | 3,34 | 0,79 | 0,92 | 1,05 | 1 528    |
| Raposa               | 58,12 | 11,52 | 5,76  | 4,19  | 4,19 | 3,14 | 2,62 | 1,05 | 0,52 | 1,05 | 191      |
| Almeirim             | 44,19 | 13,05 | 9,09  | 8,81  | 5,14 | 3,35 | 2,39 | 1,29 | 1,24 | 1,22 | 5 642    |

### Alpiarça
| Partido                 | Partido                                         | Votos | %               | +/-   |
| ----------------------- | ----------------------------------------------- | ----- | --------------- | ----- |
|                         | Coligação Democrática Unitária                  | 756   | 32,98 / 100,00  | 10,02 |
|                         | Partido Socialista                              | 720   | 31,41 / 100,00  | 3,03  |
|                         | Partido Social Democrata                        | 164   | 7,16 / 100,00   | -     |
|                         | Bloco de Esquerda                               | 153   | 6,68 / 100,00   | 4,26  |
|                         | CDS – Partido Popular                           | 81    | 3,53 / 100,00   | -     |
|                         | Pessoas–Animais–Natureza                        | 55    | 2,40 / 100,00   | 1,39  |
|                         | Partido Comunista dos Trabalhadores Portugueses | 45    | 1,96 / 100,00   | 0,40  |
|                         | Aliança                                         | 33    | 1,44 / 100,00   | Novo  |
|                         | Outros (com menos de 1,00%)                     | 102   | 4,44 / 100,00   |       |
| Votos Inválidos         | Votos Inválidos                                 | 183   | 7,98 / 100,00   | 2,52  |
| Total                   | Total                                           | 2 292 | 100,00 / 100,00 |       |
| Eleitorado/Participação | Eleitorado/Participação                         | 6 262 | 36,60 / 100,00  | 2,89  |

| Freguesia | %     | %     | %    | %    | %    | %    | %    | %    | Votantes |
| Freguesia | CDU   | PS    | PSD  | BE   | CDS  | PAN  | PCTP | A    | Votantes |
| --------- | ----- | ----- | ---- | ---- | ---- | ---- | ---- | ---- | -------- |
| Alpiarça  | 32,98 | 31,41 | 7,16 | 6,68 | 3,53 | 2,40 | 1,96 | 1,44 | 2 292    |
| Alpiarça  | 32,98 | 31,41 | 7,16 | 6,68 | 3,53 | 2,40 | 1,96 | 1,44 | 2 292    |

### Benavente
| Partido                 | Partido                                         | Votos  | %               | +/-   |
| ----------------------- | ----------------------------------------------- | ------ | --------------- | ----- |
|                         | Partido Socialista                              | 2 158  | 30,99 / 100,00  | 3,49  |
|                         | Partido Social Democrata                        | 1 027  | 14,75 / 100,00  | -     |
|                         | Coligação Democrática Unitária                  | 988    | 14,19 / 100,00  | 11,89 |
|                         | Bloco de Esquerda                               | 703    | 10,09 / 100,00  | 5,55  |
|                         | CDS – Partido Popular                           | 362    | 5,20 / 100,00   | -     |
|                         | Pessoas–Animais–Natureza                        | 339    | 4,87 / 100,00   | 3,25  |
|                         | Basta!                                          | 193    | 2,77 / 100,00   | 1,75  |
|                         | Aliança                                         | 160    | 2,30 / 100,00   | Novo  |
|                         | Partido Comunista dos Trabalhadores Portugueses | 118    | 1,69 / 100,00   | 1,33  |
|                         | LIVRE                                           | 116    | 1,67 / 100,00   | 0,14  |
|                         | Outros (com menos de 1,00%)                     | 276    | 3,98 / 100,00   |       |
| Votos Inválidos         | Votos Inválidos                                 | 524    | 7,52 / 100,00   | 0,18  |
| Total                   | Total                                           | 6 964  | 100,00 / 100,00 |       |
| Eleitorado/Participação | Eleitorado/Participação                         | 23 831 | 29,22 / 100,00  | 0,50  |

| Freguesia      | %     | %     | %     | %     | %     | %    | %    | %    | %    | %    | Votantes |
| Freguesia      | PS    | PSD   | CDU   | BE    | CDS   | PAN  | B!   | A    | PCTP | L    | Votantes |
| -------------- | ----- | ----- | ----- | ----- | ----- | ---- | ---- | ---- | ---- | ---- | -------- |
| Barrosa        | 32,37 | 3,60  | 23,02 | 10,79 | 2,16  | 4,32 | 2,16 | 2,16 | 7,19 | 0,72 | 139      |
| Benavente      | 27,46 | 15,82 | 15,59 | 10,66 | 4,97  | 3,85 | 2,55 | 3,09 | 1,97 | 1,70 | 2 232    |
| Samora Correia | 33,63 | 12,78 | 13,97 | 10,33 | 4,62  | 5,41 | 3,01 | 1,74 | 1,39 | 1,67 | 3 958    |
| Santo Estêvão  | 26,61 | 25,67 | 8,66  | 6,46  | 10,24 | 5,20 | 2,20 | 2,99 | 1,42 | 1,73 | 635      |
| Benavente      | 30,99 | 14,75 | 14,19 | 10,09 | 5,20  | 4,87 | 2,77 | 2,30 | 1,69 | 1,67 | 6 964    |

### Cartaxo
| Partido                 | Partido                                         | Votos  | %               | +/-  |
| ----------------------- | ----------------------------------------------- | ------ | --------------- | ---- |
|                         | Partido Socialista                              | 2 558  | 37,31 / 100,00  | 2,20 |
|                         | Partido Social Democrata                        | 973    | 14,19 / 100,00  | -    |
|                         | Bloco de Esquerda                               | 745    | 10,87 / 100,00  | 5,23 |
|                         | Coligação Democrática Unitária                  | 568    | 8,28 / 100,00   | 7,85 |
|                         | Pessoas–Animais–Natureza                        | 388    | 5,66 / 100,00   | 3,47 |
|                         | CDS – Partido Popular                           | 356    | 5,19 / 100,00   | -    |
|                         | Basta!                                          | 149    | 2,17 / 100,00   | 1,11 |
|                         | LIVRE                                           | 142    | 2,07 / 100,00   | 0,34 |
|                         | Aliança                                         | 116    | 1,69 / 100,00   | Novo |
|                         | Nós, Cidadãos!                                  | 84     | 1,23 / 100,00   | Novo |
|                         | Partido Comunista dos Trabalhadores Portugueses | 84     | 1,23 / 100,00   | 1,44 |
|                         | Outros (com menos de 1,00%)                     | 217    | 3,16 / 100,00   |      |
| Votos Inválidos         | Votos Inválidos                                 | 476    | 6,95 / 100,00   | 0,44 |
| Total                   | Total                                           | 6 856  | 100,00 / 100,00 |      |
| Eleitorado/Participação | Eleitorado/Participação                         | 20 439 | 33,54 / 100,00  | 0,84 |

| Freguesia               | %     | %     | %     | %     | %    | %    | %    | %    | %    | %    | %    | Votantes |
| Freguesia               | PS    | PSD   | BE    | CDU   | PAN  | CDS  | B!   | L    | A    | NC!  | PCTP | Votantes |
| ----------------------- | ----- | ----- | ----- | ----- | ---- | ---- | ---- | ---- | ---- | ---- | ---- | -------- |
| Cartaxo e Vale da Pinta | 32,21 | 15,86 | 12,08 | 7,36  | 6,68 | 6,00 | 2,47 | 2,25 | 2,02 | 1,39 | 0,97 | 3 518    |
| Ereira e Lapa           | 42,86 | 12,54 | 9,06  | 8,89  | 4,53 | 5,23 | 1,22 | 2,09 | 1,39 | 0,87 | 1,22 | 574      |
| Pontével                | 43,46 | 11,71 | 10,02 | 8,48  | 4,77 | 3,15 | 1,86 | 2,18 | 0,97 | 1,05 | 1,70 | 1 238    |
| Valada                  | 44,49 | 9,45  | 7,87  | 13,39 | 4,33 | 4,72 | 3,54 | 0,39 | 1,18 | 0    | 2,76 | 254      |
| Vale da Pedra           | 38,81 | 13,01 | 13,22 | 8,74  | 5,33 | 6,40 | 1,92 | 1,49 | 1,07 | 1,71 | 1,28 | 469      |
| Vila Chã de Ourique     | 43,09 | 14,07 | 10,34 | 7,10  | 3,49 | 4,73 | 1,74 | 1,99 | 2,12 | 1,12 | 1,12 | 803      |
| Cartaxo                 | 37,31 | 14,19 | 10,87 | 8,28  | 5,66 | 5,19 | 2,17 | 2,07 | 1,69 | 1,23 | 1,23 | 6 856    |

### Chamusca
| Partido                 | Partido                                         | Votos | %               | +/-  |
| ----------------------- | ----------------------------------------------- | ----- | --------------- | ---- |
|                         | Partido Socialista                              | 1 135 | 42,83 / 100,00  | 4,52 |
|                         | Coligação Democrática Unitária                  | 404   | 15,25 / 100,00  | 7,14 |
|                         | Partido Social Democrata                        | 301   | 11,36 / 100,00  | -    |
|                         | Bloco de Esquerda                               | 205   | 7,74 / 100,00   | 3,91 |
|                         | CDS – Partido Popular                           | 113   | 4,26 / 100,00   | -    |
|                         | Pessoas–Animais–Natureza                        | 72    | 2,72 / 100,00   | 1,87 |
|                         | Partido Comunista dos Trabalhadores Portugueses | 53    | 2,00 / 100,00   | 0,12 |
|                         | Basta!                                          | 43    | 1,62 / 100,00   | 0,90 |
|                         | Aliança                                         | 39    | 1,47 / 100,00   | Novo |
|                         | Outros (com menos de 1,00%)                     | 98    | 3,70 / 100,00   |      |
| Votos Inválidos         | Votos Inválidos                                 | 187   | 7,06 / 100,00   | 0,16 |
| Total                   | Total                                           | 2 650 | 100,00 / 100,00 |      |
| Eleitorado/Participação | Eleitorado/Participação                         | 7 918 | 33,47 / 100,00  | 0,37 |

| Freguesia                  | %     | %     | %     | %    | %    | %    | %    | %    | %    | Votantes |
| Freguesia                  | PS    | CDU   | PSD   | BE   | CDS  | PAN  | PCTP | B!   | A    | Votantes |
| -------------------------- | ----- | ----- | ----- | ---- | ---- | ---- | ---- | ---- | ---- | -------- |
| Carregueira                | 50,17 | 11,15 | 9,06  | 7,84 | 2,44 | 2,61 | 1,39 | 2,26 | 0,87 | 574      |
| Chamusca e Pinheiro Grande | 35,34 | 16,27 | 11,86 | 9,32 | 6,10 | 3,14 | 2,12 | 1,86 | 1,86 | 1 180    |
| Parreira e Chouto          | 51,69 | 7,49  | 19,48 | 5,24 | 3,37 | 3,00 | 2,25 | 0,75 | 0,75 | 267      |
| Ulme                       | 54,17 | 9,23  | 11,01 | 2,68 | 3,87 | 2,38 | 1,19 | 1,79 | 2,38 | 336      |
| Vale de Cavalos            | 37,54 | 33,11 | 6,83  | 9,22 | 1,71 | 1,37 | 3,41 | 0    | 0,68 | 293      |
| Chamusca                   | 42,83 | 15,25 | 11,36 | 7,74 | 4,26 | 2,72 | 2,00 | 1,62 | 1,47 | 2 650    |

### Constância
| Partido                 | Partido                        | Votos | %               | +/-  |
| ----------------------- | ------------------------------ | ----- | --------------- | ---- |
|                         | Partido Socialista             | 518   | 40,56 / 100,00  | 3,98 |
|                         | Coligação Democrática Unitária | 185   | 14,49 / 100,00  | 6,73 |
|                         | Partido Social Democrata       | 119   | 9,32 / 100,00   | -    |
|                         | Bloco de Esquerda              | 92    | 7,20 / 100,00   | 3,40 |
|                         | CDS – Partido Popular          | 56    | 4,39 / 100,00   | -    |
|                         | Pessoas–Animais–Natureza       | 48    | 3,76 / 100,00   | 2,54 |
|                         | LIVRE                          | 28    | 2,19 / 100,00   | 0,97 |
|                         | Basta!                         | 28    | 2,19 / 100,00   | 1,28 |
|                         | Aliança                        | 26    | 2,04 / 100,00   | Novo |
|                         | Nós, Cidadãos!                 | 13    | 1,02 / 100,00   | Novo |
|                         | Outros (com menos de 1,00%)    | 43    | 3,37 / 100,00   |      |
| Votos Inválidos         | Votos Inválidos                | 121   | 9,48 / 100,00   | 0,73 |
| Total                   | Total                          | 1 277 | 100,00 / 100,00 |      |
| Eleitorado/Participação | Eleitorado/Participação        | 3 348 | 38,14 / 100,00  | 0,21 |

| Freguesia                  | %     | %     | %     | %    | %    | %    | %    | %    | %    | %    | Votantes |
| Freguesia                  | PS    | CDU   | PSD   | BE   | CDS  | PAN  | L    | B!   | A    | NC!  | Votantes |
| -------------------------- | ----- | ----- | ----- | ---- | ---- | ---- | ---- | ---- | ---- | ---- | -------- |
| Constância                 | 27,06 | 15,29 | 11,76 | 8,24 | 7,35 | 4,12 | 3,53 | 2,94 | 3,53 | 2,35 | 340      |
| Montalvo                   | 45,52 | 14,25 | 9,89  | 6,21 | 3,68 | 1,15 | 2,07 | 1,38 | 0,92 | 0,69 | 435      |
| Santa Margarida da Coutada | 45,42 | 14,14 | 7,17  | 7,37 | 2,99 | 5,78 | 1,39 | 2,39 | 1,99 | 0,40 | 502      |
| Constância                 | 40,56 | 14,49 | 9,32  | 7,20 | 4,39 | 3,76 | 2,19 | 2,19 | 2,04 | 1,02 | 1 277    |

### Coruche
| Partido                 | Partido                                         | Votos  | %               | +/-  |
| ----------------------- | ----------------------------------------------- | ------ | --------------- | ---- |
|                         | Partido Socialista                              | 2 195  | 41,16 / 100,00  | 5,41 |
|                         | Coligação Democrática Unitária                  | 1 086  | 20,36 / 100,00  | 9,97 |
|                         | Partido Social Democrata                        | 603    | 11,31 / 100,00  | -    |
|                         | Bloco de Esquerda                               | 359    | 6,73 / 100,00   | 3,62 |
|                         | CDS – Partido Popular                           | 227    | 4,26 / 100,00   | -    |
|                         | Pessoas–Animais–Natureza                        | 112    | 2,10 / 100,00   | 1,16 |
|                         | Basta!                                          | 93     | 1,74 / 100,00   | 1,18 |
|                         | Aliança                                         | 79     | 1,48 / 100,00   | Novo |
|                         | Partido Comunista dos Trabalhadores Portugueses | 67     | 1,26 / 100,00   | 0,55 |
|                         | Outros (com menos de 1,00%)                     | 184    | 3,45 / 100,00   |      |
| Votos Inválidos         | Votos Inválidos                                 | 328    | 6,15 / 100,00   | 1,36 |
| Total                   | Total                                           | 5 333  | 100,00 / 100,00 |      |
| Eleitorado/Participação | Eleitorado/Participação                         | 16 267 | 32,78 / 100,00  | 1,78 |

| Freguesia               | %     | %     | %     | %     | %    | %    | %    | %    | %    | Votantes |
| Freguesia               | PS    | CDU   | PSD   | BE    | CDS  | PAN  | B!   | A    | PCTP | Votantes |
| ----------------------- | ----- | ----- | ----- | ----- | ---- | ---- | ---- | ---- | ---- | -------- |
| Biscainho               | 50,00 | 7,14  | 19,84 | 3,97  | 9,52 | 0,40 | 0,79 | 1,59 | 1,19 | 252      |
| Branca                  | 48,32 | 13,97 | 15,64 | 5,87  | 4,19 | 0,56 | 0,84 | 1,12 | 1,40 | 358      |
| Coruche, Fajarda e Erra | 41,30 | 13,16 | 13,20 | 7,68  | 5,11 | 2,87 | 2,04 | 1,77 | 1,34 | 2 993    |
| Couço                   | 29,05 | 52,58 | 3,26  | 3,62  | 1,27 | 1,45 | 0,72 | 0,90 | 1,27 | 1 105    |
| Santana do Mato         | 45,23 | 9,55  | 12,06 | 10,55 | 3,52 | 1,51 | 4,52 | 1,01 | 0,50 | 199      |
| São José da Lamarosa    | 58,45 | 5,63  | 9,86  | 8,69  | 3,29 | 0,94 | 2,35 | 1,41 | 0,94 | 426      |
| Coruche                 | 41,16 | 20,36 | 11,31 | 6,73  | 4,26 | 2,10 | 1,74 | 1,48 | 1,26 | 5 333    |

### Entroncamento
| Partido                 | Partido                        | Votos  | %               | +/-  |
| ----------------------- | ------------------------------ | ------ | --------------- | ---- |
|                         | Partido Socialista             | 2 114  | 33,75 / 100,00  | 1,16 |
|                         | Bloco de Esquerda              | 940    | 15,01 / 100,00  | 6,71 |
|                         | Partido Social Democrata       | 936    | 14,94 / 100,00  | -    |
|                         | Coligação Democrática Unitária | 400    | 6,39 / 100,00   | 7,57 |
|                         | Pessoas–Animais–Natureza       | 323    | 5,16 / 100,00   | 3,35 |
|                         | CDS – Partido Popular          | 288    | 4,60 / 100,00   | -    |
|                         | Basta!                         | 192    | 3,07 / 100,00   | 2,00 |
|                         | Aliança                        | 128    | 2,04 / 100,00   | Novo |
|                         | LIVRE                          | 114    | 1,82 / 100,00   | 0,20 |
|                         | Nós, Cidadãos!                 | 89     | 1,42 / 100,00   | Novo |
|                         | Outros (com menos de 1,00%)    | 241    | 3,84 / 100,00   |      |
| Votos Inválidos         | Votos Inválidos                | 499    | 7,97 / 100,00   | 1,54 |
| Total                   | Total                          | 6 264  | 100,00 / 100,00 |      |
| Eleitorado/Participação | Eleitorado/Participação        | 16 996 | 36,86 / 100,00  | 0,90 |

| Freguesia               | %     | %     | %     | %    | %    | %    | %    | %    | %    | %    | Votantes |
| Freguesia               | PS    | BE    | PSD   | CDU  | PAN  | CDS  | B!   | A    | L    | NC!  | Votantes |
| ----------------------- | ----- | ----- | ----- | ---- | ---- | ---- | ---- | ---- | ---- | ---- | -------- |
| Nossa Senhora de Fátima | 30,78 | 14,95 | 15,66 | 4,97 | 5,87 | 4,80 | 3,63 | 2,18 | 2,05 | 1,75 | 3 665    |
| São João Batista        | 37,94 | 15,08 | 13,93 | 8,39 | 4,16 | 4,31 | 2,27 | 1,85 | 1,50 | 0,96 | 2 599    |
| Entroncamento           | 33,75 | 15,01 | 14,94 | 6,39 | 5,16 | 4,60 | 3,07 | 2,04 | 1,82 | 1,42 | 6 264    |

### Ferreira do Zêzere
| Partido                 | Partido                        | Votos | %               | +/-  |
| ----------------------- | ------------------------------ | ----- | --------------- | ---- |
|                         | Partido Socialista             | 910   | 32,60 / 100,00  | 3,00 |
|                         | Partido Social Democrata       | 893   | 32,00 / 100,00  | -    |
|                         | Bloco de Esquerda              | 179   | 6,41 / 100,00   | 3,29 |
|                         | CDS – Partido Popular          | 147   | 5,27 / 100,00   | -    |
|                         | Pessoas–Animais–Natureza       | 100   | 3,58 / 100,00   | 2,29 |
|                         | Coligação Democrática Unitária | 66    | 2,36 / 100,00   | 1,55 |
|                         | Basta!                         | 40    | 1,43 / 100,00   | 0,33 |
|                         | Aliança                        | 35    | 1,25 / 100,00   | Novo |
|                         | Outros (com menos de 1,00%)    | 119   | 4,27 / 100,00   |      |
| Votos Inválidos         | Votos Inválidos                | 302   | 10,82 / 100,00  | 0,18 |
| Total                   | Total                          | 2 791 | 100,00 / 100,00 |      |
| Eleitorado/Participação | Eleitorado/Participação        | 7 161 | 38,98 / 100,00  | 0,36 |

| Freguesia               | %     | %     | %    | %     | %    | %    | %    | %    | Votantes |
| Freguesia               | PS    | PSD   | BE   | CDS   | PAN  | CDU  | B!   | A    | Votantes |
| ----------------------- | ----- | ----- | ---- | ----- | ---- | ---- | ---- | ---- | -------- |
| Águas Belas             | 41,79 | 25,87 | 4,98 | 4,98  | 4,48 | 1,74 | 2,24 | 1,00 | 402      |
| Areias e Pias           | 22,43 | 41,65 | 5,73 | 6,41  | 3,37 | 3,20 | 1,18 | 1,01 | 593      |
| Beco                    | 34,25 | 34,70 | 7,76 | 4,57  | 2,74 | 3,65 | 0    | 0    | 219      |
| Chãos                   | 28,82 | 38,82 | 5,29 | 10,59 | 2,35 | 1,18 | 0    | 1,76 | 170      |
| Ferreira do Zêzere      | 31,51 | 27,77 | 7,10 | 4,36  | 4,86 | 2,49 | 2,49 | 1,37 | 803      |
| Igreja Nova do Sobral   | 36,16 | 28,13 | 4,91 | 4,02  | 1,78 | 0,89 | 0,89 | 2,68 | 224      |
| Nossa Senhora do Pranto | 39,74 | 30,00 | 8,16 | 4,47  | 2,37 | 2,11 | 0,53 | 1,32 | 380      |
| Ferreira do Zêzere      | 32,60 | 32,00 | 6,41 | 5,27  | 3,58 | 2,36 | 1,43 | 1,25 | 2 791    |

### Golegã
| Partido                 | Partido                                         | Votos | %               | +/-  |
| ----------------------- | ----------------------------------------------- | ----- | --------------- | ---- |
|                         | Partido Socialista                              | 571   | 36,56 / 100,00  | 1,00 |
|                         | Partido Social Democrata                        | 241   | 15,43 / 100,00  | -    |
|                         | Coligação Democrática Unitária                  | 206   | 13,19 / 100,00  | 6,82 |
|                         | Bloco de Esquerda                               | 139   | 8,90 / 100,00   | 5,17 |
|                         | CDS – Partido Popular                           | 124   | 7,94 / 100,00   | -    |
|                         | Pessoas–Animais–Natureza                        | 41    | 2,62 / 100,00   | 1,49 |
|                         | Aliança                                         | 35    | 2,24 / 100,00   | Novo |
|                         | Partido Comunista dos Trabalhadores Portugueses | 24    | 1,54 / 100,00   | 0,66 |
|                         | Basta!                                          | 19    | 1,22 / 100,00   | 0,38 |
|                         | Outros (com menos de 1,00%)                     | 56    | 3,58 / 100,00   |      |
| Votos Inválidos         | Votos Inválidos                                 | 106   | 6,79 / 100,00   | 0,66 |
| Total                   | Total                                           | 1 562 | 100,00 / 100,00 |      |
| Eleitorado/Participação | Eleitorado/Participação                         | 4 954 | 31,53 / 100,00  | 1,16 |

| Freguesia  | %     | %     | %     | %    | %    | %    | %    | %    | %    | Votantes |
| Freguesia  | PS    | PSD   | CDU   | BE   | CDS  | PAN  | A    | PCTP | B!   | Votantes |
| ---------- | ----- | ----- | ----- | ---- | ---- | ---- | ---- | ---- | ---- | -------- |
| Azinhaga   | 42,56 | 7,78  | 22,20 | 8,24 | 6,18 | 1,60 | 0,69 | 2,29 | 0,46 | 437      |
| Golegã     | 33,37 | 19,25 | 8,06  | 9,38 | 9,17 | 3,33 | 3,02 | 1,21 | 1,51 | 992      |
| Pombalinho | 40,60 | 12,03 | 21,80 | 7,52 | 4,51 | 0,75 | 1,50 | 1,50 | 1,50 | 133      |
| Golegã     | 36,56 | 15,43 | 13,19 | 8,90 | 7,94 | 2,62 | 2,24 | 1,54 | 1,22 | 1 562    |

### Mação
| Partido                 | Partido                        | Votos | %               | +/-  |
| ----------------------- | ------------------------------ | ----- | --------------- | ---- |
|                         | Partido Socialista             | 1 031 | 34,50 / 100,00  | 1,70 |
|                         | Partido Social Democrata       | 927   | 31,02 / 100,00  | -    |
|                         | Bloco de Esquerda              | 195   | 6,53 / 100,00   | 3,60 |
|                         | CDS – Partido Popular          | 135   | 4,52 / 100,00   | -    |
|                         | Coligação Democrática Unitária | 101   | 3,38 / 100,00   | 2,22 |
|                         | Pessoas–Animais–Natureza       | 81    | 2,71 / 100,00   | 1,21 |
|                         | Aliança                        | 32    | 1,07 / 100,00   | Novo |
|                         | LIVRE                          | 31    | 1,04 / 100,00   | 0,07 |
|                         | Outros (com menos de 1,00%)    | 139   | 4,67 / 100,00   |      |
| Votos Inválidos         | Votos Inválidos                | 316   | 10,58 / 100,00  | 1,51 |
| Total                   | Total                          | 2 988 | 100,00 / 100,00 |      |
| Eleitorado/Participação | Eleitorado/Participação        | 6 050 | 49,39 / 100,00  | 1,06 |

| Freguesia                      | %     | %     | %     | %    | %    | %    | %    | %    | Votantes |
| Freguesia                      | PS    | PSD   | BE    | CDS  | CDU  | PAN  | A    | L    | Votantes |
| ------------------------------ | ----- | ----- | ----- | ---- | ---- | ---- | ---- | ---- | -------- |
| Amêndoa                        | 32,31 | 37,99 | 3,93  | 6,99 | 2,18 | 2,62 | 0,44 | 0,87 | 229      |
| Cardigos                       | 17,58 | 48,89 | 4,44  | 7,68 | 1,62 | 2,22 | 1,01 | 0,40 | 495      |
| Carvoeiro                      | 35,10 | 36,54 | 4,81  | 7,21 | 0,48 | 3,37 | 0,48 | 0,96 | 208      |
| Envendos                       | 43,11 | 26,79 | 7,14  | 2,30 | 3,32 | 1,28 | 0,77 | 1,53 | 392      |
| Mação, Penhascoso e Aboboreira | 37,18 | 25,99 | 6,97  | 3,45 | 4,30 | 3,17 | 1,34 | 1,13 | 1 420    |
| Ortiga                         | 40,98 | 19,67 | 11,07 | 3,28 | 5,33 | 2,87 | 1,23 | 1,23 | 244      |
| Mação                          | 34,50 | 31,02 | 6,53  | 4,52 | 3,38 | 2,71 | 1,07 | 1,04 | 2 988    |

### Ourém
| Partido                 | Partido                        | Votos  | %               | +/-  |
| ----------------------- | ------------------------------ | ------ | --------------- | ---- |
|                         | Partido Social Democrata       | 5 946  | 41,45 / 100,00  | -    |
|                         | Partido Socialista             | 2 708  | 18,88 / 100,00  | 1,67 |
|                         | CDS – Partido Popular          | 1 327  | 9,25 / 100,00   | -    |
|                         | Bloco de Esquerda              | 837    | 5,83 / 100,00   | 3,45 |
|                         | Pessoas–Animais–Natureza       | 564    | 3,93 / 100,00   | 2,81 |
|                         | Aliança                        | 264    | 1,84 / 100,00   | Novo |
|                         | Coligação Democrática Unitária | 260    | 1,81 / 100,00   | 1,67 |
|                         | LIVRE                          | 211    | 1,47 / 100,00   | 0,21 |
|                         | Basta!                         | 180    | 1,25 / 100,00   | 0,32 |
|                         | Outros (com menos de 1,00%)    | 578    | 4,04 / 100,00   |      |
| Votos Inválidos         | Votos Inválidos                | 1 470  | 10,25 / 100,00  | 0,30 |
| Total                   | Total                          | 14 345 | 100,00 / 100,00 |      |
| Eleitorado/Participação | Eleitorado/Participação        | 41 265 | 34,76 / 100,00  | 1,52 |

| Freguesia                                 | %     | %     | %     | %     | %    | %    | %    | %    | %    | Votantes |
| Freguesia                                 | PSD   | PS    | CDS   | BE    | PAN  | A    | CDU  | L    | B!   | Votantes |
| ----------------------------------------- | ----- | ----- | ----- | ----- | ---- | ---- | ---- | ---- | ---- | -------- |
| Alburitel                                 | 30,35 | 33,65 | 5,18  | 10,82 | 2,12 | 1,18 | 2,35 | 0,94 | 0,47 | 425      |
| Atouguia                                  | 44,25 | 16,75 | 7,50  | 5,50  | 3,88 | 1,75 | 2,00 | 1,88 | 0,75 | 800      |
| Caxarias                                  | 30,88 | 28,55 | 8,26  | 8,44  | 3,41 | 1,08 | 3,05 | 0,90 | 0,90 | 557      |
| Espite                                    | 35,69 | 21,55 | 7,42  | 7,07  | 1,77 | 0,71 | 0,35 | 1,06 | 0,35 | 283      |
| Fátima                                    | 45,78 | 11,90 | 12,82 | 4,79  | 4,36 | 2,42 | 1,25 | 1,83 | 1,71 | 3 925    |
| Freixianda, Ribeira do Fárrio e Formigais | 55,38 | 13,44 | 8,60  | 2,96  | 2,42 | 1,79 | 1,25 | 0,81 | 1,08 | 1 116    |
| Gondemaria e Olival                       | 43,16 | 16,34 | 7,51  | 5,96  | 3,20 | 1,55 | 1,21 | 0,99 | 0,77 | 906      |
| Matas e Cercal                            | 47,74 | 12,18 | 11,76 | 5,06  | 2,74 | 1,37 | 0,82 | 0,41 | 1,09 | 731      |
| Nossa Senhora da Piedade                  | 26,36 | 27,04 | 7,72  | 8,69  | 5,87 | 2,33 | 3,69 | 2,09 | 1,21 | 2 060    |
| Nossa Senhora das Misericórdias           | 41,72 | 20,62 | 6,84  | 5,48  | 4,83 | 1,71 | 2,30 | 1,89 | 1,00 | 1 697    |
| Rio de Couros e Casal dos Bernardos       | 53,71 | 16,71 | 10,48 | 3,45  | 2,25 | 1,72 | 0,66 | 0,53 | 1,19 | 754      |
| Seiça                                     | 28,69 | 35,26 | 5,29  | 6,41  | 3,21 | 0,80 | 1,76 | 1,28 | 2,40 | 624      |
| Urqueira                                  | 42,83 | 22,27 | 8,14  | 6,42  | 2,78 | 0,64 | 1,07 | 0,86 | 1,28 | 467      |
| Ourém                                     | 41,45 | 18,88 | 9,25  | 5,83  | 3,93 | 1,84 | 1,81 | 1,47 | 1,25 | 14 345   |

### Rio Maior
| Partido                 | Partido                        | Votos  | %               | +/-  |
| ----------------------- | ------------------------------ | ------ | --------------- | ---- |
|                         | Partido Socialista             | 1 864  | 29,94 / 100,00  | 1,97 |
|                         | Partido Social Democrata       | 1 704  | 27,37 / 100,00  | -    |
|                         | Bloco de Esquerda              | 516    | 8,29 / 100,00   | 4,44 |
|                         | CDS – Partido Popular          | 468    | 7,52 / 100,00   | -    |
|                         | Coligação Democrática Unitária | 293    | 4,71 / 100,00   | 2,89 |
|                         | Pessoas–Animais–Natureza       | 212    | 3,41 / 100,00   | 1,68 |
|                         | Aliança                        | 138    | 2,22 / 100,00   | Novo |
|                         | Basta!                         | 112    | 1,80 / 100,00   | 0,78 |
|                         | LIVRE                          | 90     | 1,45 / 100,00   | 0,50 |
|                         | Nós, Cidadãos!                 | 72     | 1,16 / 100,00   | Novo |
|                         | Outros (com menos de 1,00%)    | 174    | 2,79 / 100,00   |      |
| Votos Inválidos         | Votos Inválidos                | 583    | 9,36 / 100,00   | 0,08 |
| Total                   | Total                          | 6 226  | 100,00 / 100,00 |      |
| Eleitorado/Participação | Eleitorado/Participação        | 17 757 | 35,06 / 100,00  | 0,31 |

| Freguesia                                 | %     | %     | %     | %     | %     | %    | %    | %    | %     | %    | Votantes |
| Freguesia                                 | PS    | PSD   | BE    | CDS   | CDU   | PAN  | A    | B!   | L     | NC!  | Votantes |
| ----------------------------------------- | ----- | ----- | ----- | ----- | ----- | ---- | ---- | ---- | ----- | ---- | -------- |
| Alcobertas                                | 16,94 | 40,44 | 4,37  | 12,02 | 2,19  | 2,60 | 1,37 | 0,96 | 1,37  | 0,68 | 732      |
| Arrouquelas                               | 39,83 | 17,80 | 10,17 | 1,27  | 7,20  | 3,39 | 1,69 | 2,12 | 10,17 | 0,42 | 236      |
| Asseiceira                                | 34,53 | 22,15 | 4,56  | 7,17  | 7,82  | 3,91 | 3,26 | 1,63 | 1,30  | 0,65 | 307      |
| Azambujeira e Malaqueijo                  | 41,44 | 20,72 | 6,31  | 4,50  | 5,41  | 4,05 | 3,15 | 0,45 | 0,45  | 0    | 222      |
| Fráguas                                   | 35,31 | 29,70 | 5,28  | 5,61  | 1,65  | 1,98 | 0,99 | 0,66 | 0     | 0    | 303      |
| Marmeleira e Assentiz                     | 37,91 | 12,09 | 11,76 | 4,25  | 14,05 | 4,25 | 0,65 | 3,59 | 1,31  | 0,33 | 306      |
| Outeiro da Cortiçada e Arruda dos Pisões  | 29,91 | 34,02 | 7,04  | 7,62  | 3,81  | 2,35 | 2,35 | 1,47 | 0,59  | 1,47 | 341      |
| Rio Maior                                 | 29,83 | 26,46 | 9,45  | 7,84  | 4,00  | 3,93 | 2,39 | 2,04 | 1,21  | 1,64 | 3 228    |
| São João da Ribeira e Ribeira de São João | 29,82 | 24,42 | 9,77  | 5,91  | 7,46  | 2,06 | 3,86 | 2,31 | 1,03  | 1,29 | 389      |
| São Sebastião                             | 27,16 | 37,04 | 8,02  | 8,02  | 3,09  | 1,23 | 1,23 | 0,62 | 1,23  | 0    | 162      |
| Rio Maior                                 | 29,94 | 27,73 | 8,29  | 7,52  | 4,71  | 3,41 | 2,22 | 1,80 | 1,45  | 1,16 | 6 226    |

### Salvaterra de Magos
| Partido                 | Partido                                         | Votos  | %               | +/-  |
| ----------------------- | ----------------------------------------------- | ------ | --------------- | ---- |
|                         | Partido Socialista                              | 1 825  | 38,21 / 100,00  | 1,18 |
|                         | Partido Social Democrata                        | 612    | 12,81 / 100,00  | -    |
|                         | Bloco de Esquerda                               | 512    | 10,72 / 100,00  | 4,70 |
|                         | Coligação Democrática Unitária                  | 450    | 9,42 / 100,00   | 7,41 |
|                         | CDS – Partido Popular                           | 252    | 5,28 / 100,00   | -    |
|                         | Pessoas–Animais–Natureza                        | 243    | 5,09 / 100,00   | 3,26 |
|                         | Basta!                                          | 108    | 2,26 / 100,00   | 1,41 |
|                         | Aliança                                         | 107    | 2,24 / 100,00   | Novo |
|                         | LIVRE                                           | 70     | 1,47 / 100,00   | 0,04 |
|                         | Partido Comunista dos Trabalhadores Portugueses | 53     | 1,11 / 100,00   | 1,60 |
|                         | Outros (com menos de 1,00%)                     | 161    | 3,37 / 100,00   |      |
| Votos Inválidos         | Votos Inválidos                                 | 383    | 8,02 / 100,00   | 0,31 |
| Total                   | Total                                           | 4 776  | 100,00 / 100,00 |      |
| Eleitorado/Participação | Eleitorado/Participação                         | 18 579 | 25,71 / 100,00  | 1,31 |

| Freguesia                                 | %     | %     | %     | %     | %    | %    | %    | %    | %    | %    | Votantes |
| Freguesia                                 | PS    | PSD   | BE    | CDU   | CDS  | PAN  | B!   | A    | L    | PCTP | Votantes |
| ----------------------------------------- | ----- | ----- | ----- | ----- | ---- | ---- | ---- | ---- | ---- | ---- | -------- |
| Glória do Ribatejo e Granho               | 48,08 | 5,15  | 11,10 | 13,87 | 1,19 | 5,28 | 1,45 | 1,19 | 1,72 | 1,32 | 757      |
| Marinhais                                 | 37,78 | 15,26 | 12,05 | 6,78  | 4,45 | 5,00 | 2,67 | 1,85 | 1,78 | 1,16 | 1 461    |
| Muge                                      | 52,58 | 9,68  | 8,06  | 7,10  | 5,81 | 5,81 | 0,97 | 0,65 | 0    | 0,97 | 310      |
| Salvaterra de Magos e Foros de Salvaterra | 33,19 | 14,23 | 10,10 | 9,96  | 7,12 | 4,98 | 2,45 | 3,07 | 1,38 | 1,02 | 2 248    |
| Salvaterra de Magos                       | 38,21 | 12,81 | 10,72 | 9,42  | 5,28 | 5,09 | 2,26 | 2,24 | 1,47 | 1,11 | 4 776    |

### Santarém
| Partido                 | Partido                        | Votos  | %               | +/-  |
| ----------------------- | ------------------------------ | ------ | --------------- | ---- |
|                         | Partido Socialista             | 6 263  | 34,11 / 100,00  | 1,19 |
|                         | Partido Social Democrata       | 3 785  | 20,62 / 100,00  | -    |
|                         | Bloco de Esquerda              | 1 846  | 10,06 / 100,00  | 5,36 |
|                         | Coligação Democrática Unitária | 1 340  | 7,30 / 100,00   | 6,08 |
|                         | CDS – Partido Popular          | 1 210  | 6,59 / 100,00   | -    |
|                         | Pessoas–Animais–Natureza       | 692    | 3,77 / 100,00   | 2,17 |
|                         | Aliança                        | 433    | 2,36 / 100,00   | Novo |
|                         | Basta!                         | 426    | 2,32 / 100,00   | 1,44 |
|                         | LIVRE                          | 289    | 1,57 / 100,00   | 0,31 |
|                         | Outros (com menos de 1,00%)    | 776    | 4,23 / 100,00   |      |
| Votos Inválidos         | Votos Inválidos                | 1 299  | 7,08 / 100,00   | 0,96 |
| Total                   | Total                          | 18 359 | 100,00 / 100,00 |      |
| Eleitorado/Participação | Eleitorado/Participação        | 51 196 | 35,86 / 100,00  | 0,62 |

| Freguesia                                  | %     | %     | %     | %     | %    | %    | %    | %    | %    | Votantes |
| Freguesia                                  | PS    | PSD   | BE    | CDU   | CDS  | PAN  | A    | B!   | L    | Votantes |
| ------------------------------------------ | ----- | ----- | ----- | ----- | ---- | ---- | ---- | ---- | ---- | -------- |
| Abitureiras                                | 48,57 | 20,00 | 6,43  | 2,50  | 5,36 | 1,79 | 3,21 | 1,43 | 0,36 | 280      |
| Abrã                                       | 35,15 | 27,25 | 5,99  | 5,18  | 3,54 | 2,45 | 1,36 | 0,82 | 1,91 | 367      |
| Achete, Azoia de Baixo e Póvoa de Santarém | 37,22 | 19,98 | 8,31  | 6,20  | 7,20 | 2,85 | 2,48 | 1,61 | 1,24 | 806      |
| Alcanede                                   | 27,96 | 37,41 | 5,89  | 2,87  | 7,98 | 2,01 | 0,93 | 1,08 | 0,54 | 1 291    |
| Alcanhões                                  | 35,54 | 12,80 | 6,84  | 18,32 | 6,62 | 3,09 | 0,88 | 1,77 | 1,77 | 453      |
| Almoster                                   | 36,52 | 12,43 | 11,66 | 14,15 | 6,31 | 2,10 | 1,34 | 2,87 | 1,53 | 523      |
| Amiais de Baixo                            | 49,28 | 18,60 | 8,59  | 6,84  | 3,02 | 0,95 | 1,59 | 1,75 | 0,79 | 629      |
| Arneiro das Milhariças                     | 42,55 | 23,40 | 7,09  | 6,74  | 1,77 | 3,90 | 0    | 2,13 | 0,71 | 282      |
| Azoia de Cima e Tremês                     | 42,44 | 20,78 | 9,01  | 4,22  | 4,22 | 3,78 | 2,03 | 0,58 | 1,60 | 688      |
| Casével e Vaqueiros                        | 33,15 | 21,55 | 11,60 | 7,18  | 5,80 | 3,87 | 1,10 | 0,55 | 1,93 | 362      |
| Cidade de Santarém                         | 30,25 | 20,27 | 12,09 | 6,42  | 7,46 | 4,66 | 3,30 | 2,79 | 1,87 | 9 035    |
| Gançaria                                   | 20,86 | 39,04 | 6,95  | 1,60  | 7,49 | 1,60 | 2,67 | 3,21 | 0,53 | 187      |
| Moçarria                                   | 38,83 | 14,53 | 13,69 | 9,22  | 3,91 | 4,47 | 0,28 | 1,96 | 1,40 | 358      |
| Pernes                                     | 36,64 | 19,12 | 6,45  | 15,67 | 3,46 | 2,76 | 1,61 | 1,61 | 0,69 | 434      |
| Póvoa da Isenta                            | 36,42 | 12,04 | 10,49 | 11,73 | 6,17 | 3,70 | 0,93 | 4,94 | 0,93 | 324      |
| Romeira e Várzea                           | 40,52 | 20,69 | 9,79  | 3,59  | 4,46 | 3,47 | 2,11 | 2,35 | 2,73 | 807      |
| São Vicente do Paul e Vale de Figueira     | 41,74 | 15,65 | 5,36  | 13,19 | 7,83 | 2,90 | 1,01 | 1,88 | 1,30 | 690      |
| Vale de Santarém                           | 40,33 | 12,46 | 7,24  | 13,88 | 6,05 | 4,15 | 1,19 | 3,08 | 1,30 | 843      |
| Santarém                                   | 34,11 | 20,62 | 10,06 | 7,30  | 6,59 | 3,77 | 2,36 | 2,32 | 1,57 | 18 359   |

### Sardoal
| Partido                 | Partido                                         | Votos | %               | +/-  |
| ----------------------- | ----------------------------------------------- | ----- | --------------- | ---- |
|                         | Partido Socialista                              | 517   | 32,33 / 100,00  | 3,19 |
|                         | Partido Social Democrata                        | 416   | 26,02 / 100,00  | -    |
|                         | Bloco de Esquerda                               | 154   | 9,63 / 100,00   | 4,58 |
|                         | Pessoas–Animais–Natureza                        | 75    | 4,69 / 100,00   | 2,61 |
|                         | CDS – Partido Popular                           | 70    | 4,38 / 100,00   | -    |
|                         | Coligação Democrática Unitária                  | 69    | 4,32 / 100,00   | 3,37 |
|                         | Basta!                                          | 28    | 1,75 / 100,00   | 0,51 |
|                         | Aliança                                         | 23    | 1,44 / 100,00   | Novo |
|                         | Partido Comunista dos Trabalhadores Portugueses | 21    | 1,31 / 100,00   | 0,09 |
|                         | Outros (com menos de 1,00%)                     | 59    | 3,69 / 100,00   |      |
| Votos Inválidos         | Votos Inválidos                                 | 167   | 10,45 / 100,00  | 0,62 |
| Total                   | Total                                           | 1 599 | 100,00 / 100,00 |      |
| Eleitorado/Participação | Eleitorado/Participação                         | 3 255 | 49,12 / 100,00  | 2,15 |

| Freguesia              | %     | %     | %     | %    | %    | %    | %    | %    | %    | Votantes |
| Freguesia              | PS    | PSD   | BE    | PAN  | CDS  | CDU  | B!   | A    | PCTP | Votantes |
| ---------------------- | ----- | ----- | ----- | ---- | ---- | ---- | ---- | ---- | ---- | -------- |
| Alcaravela             | 25,68 | 39,07 | 4,64  | 2,73 | 6,83 | 2,19 | 1,64 | 1,09 | 1,09 | 366      |
| Santiago de Montalegre | 29,51 | 35,25 | 7,38  | 4,92 | 3,28 | 3,28 | 1,64 | 0    | 0,82 | 122      |
| Sardoal                | 36,20 | 20,70 | 11,15 | 5,73 | 3,08 | 4,99 | 1,59 | 1,70 | 1,49 | 942      |
| Valhascos              | 27,22 | 20,71 | 13,61 | 2,96 | 7,10 | 5,92 | 2,96 | 1,78 | 1,18 | 169      |
| Sardoal                | 32,33 | 26,02 | 9,63  | 4,69 | 4,38 | 4,32 | 1,75 | 1,44 | 1,31 | 1 599    |

### Tomar
| Partido                 | Partido                        | Votos  | %               | +/-  |
| ----------------------- | ------------------------------ | ------ | --------------- | ---- |
|                         | Partido Socialista             | 4 169  | 34,90 / 100,00  | 4,08 |
|                         | Partido Social Democrata       | 2 695  | 22,56 / 100,00  | -    |
|                         | Bloco de Esquerda              | 1 352  | 11,32 / 100,00  | 6,59 |
|                         | CDS – Partido Popular          | 622    | 5,21 / 100,00   | -    |
|                         | Coligação Democrática Unitária | 612    | 5,12 / 100,00   | 4,63 |
|                         | Pessoas–Animais–Natureza       | 468    | 3,92 / 100,00   | 2,46 |
|                         | Aliança                        | 196    | 1,64 / 100,00   | Novo |
|                         | Basta!                         | 186    | 1,56 / 100,00   | 0,73 |
|                         | LIVRE                          | 185    | 1,55 / 100,00   | 0,26 |
|                         | Outros (com menos de 1,00%)    | 484    | 4,05 / 100,00   |      |
| Votos Inválidos         | Votos Inválidos                | 977    | 8,18 / 100,00   | 1,19 |
| Total                   | Total                          | 11 946 | 100,00 / 100,00 |      |
| Eleitorado/Participação | Eleitorado/Participação        | 34 466 | 34,66 / 100,00  | 0,14 |

| Freguesia                                   | %     | %     | %     | %    | %     | %    | %    | %    | %    | Votantes |
| Freguesia                                   | PS    | PSD   | BE    | CDS  | CDU   | PAN  | A    | B!   | L    | Votantes |
| ------------------------------------------- | ----- | ----- | ----- | ---- | ----- | ---- | ---- | ---- | ---- | -------- |
| Além da Ribeira e Pedreira                  | 43,63 | 18,87 | 8,73  | 5,19 | 5,90  | 3,77 | 1,42 | 0,71 | 0,94 | 424      |
| Asseiceira                                  | 45,48 | 12,03 | 13,63 | 5,27 | 3,67  | 4,24 | 0,92 | 2,29 | 1,03 | 873      |
| Carregueiros                                | 31,90 | 21,26 | 12,07 | 6,90 | 9,20  | 3,45 | 1,72 | 1,44 | 1,15 | 348      |
| Casais e Alviobeira                         | 35,64 | 26,90 | 9,99  | 4,99 | 3,29  | 2,61 | 1,14 | 1,48 | 1,59 | 881      |
| Madalena e Beselga                          | 39,80 | 17,74 | 10,95 | 4,15 | 6,30  | 4,98 | 1,58 | 1,41 | 0,91 | 1 206    |
| Olalhas                                     | 22,64 | 45,82 | 4,04  | 6,74 | 2,70  | 4,04 | 1,08 | 0,27 | 1,08 | 371      |
| Paialvo                                     | 40,86 | 14,24 | 8,63  | 6,04 | 10,65 | 3,31 | 0,58 | 2,01 | 1,44 | 695      |
| Sabacheira                                  | 51,43 | 19,64 | 8,21  | 3,21 | 5,71  | 1,79 | 0,71 | 1,07 | 0    | 280      |
| São João Baptista e Santa Maria dos Olivais | 32,06 | 22,49 | 13,04 | 5,05 | 5,10  | 4,30 | 1,86 | 1,86 | 2,03 | 5 368    |
| São Pedro de Tomar                          | 33,61 | 27,46 | 11,60 | 5,33 | 3,67  | 2,72 | 1,30 | 0,47 | 1,18 | 845      |
| Serra e Junceira                            | 25,19 | 33,89 | 5,80  | 6,72 | 1,98  | 3,51 | 3,97 | 0,92 | 1,53 | 655      |
| Tomar                                       | 34,90 | 22,56 | 11,32 | 5,21 | 5,12  | 3,92 | 1,64 | 1,56 | 1,55 | 11 946   |

### Torres Novas
| Partido                 | Partido                        | Votos  | %               | +/-  |
| ----------------------- | ------------------------------ | ------ | --------------- | ---- |
|                         | Partido Socialista             | 4 275  | 36,15 / 100,00  | 3,64 |
|                         | Partido Social Democrata       | 1 999  | 16,90 / 100,00  | -    |
|                         | Bloco de Esquerda              | 1 630  | 13,78 / 100,00  | 6,12 |
|                         | Coligação Democrática Unitária | 932    | 7,88 / 100,00   | 7,07 |
|                         | CDS – Partido Popular          | 557    | 4,71 / 100,00   | -    |
|                         | Pessoas–Animais–Natureza       | 454    | 3,84 / 100,00   | 2,44 |
|                         | Aliança                        | 226    | 1,91 / 100,00   | Novo |
|                         | Basta!                         | 204    | 1,73 / 100,00   | 0,82 |
|                         | LIVRE                          | 147    | 1,24 / 100,00   | 0,81 |
|                         | Outros (com menos de 1,00%)    | 460    | 3,89 / 100,00   |      |
| Votos Inválidos         | Votos Inválidos                | 942    | 7,96 / 100,00   | 0,08 |
| Total                   | Total                          | 11 826 | 100,00 / 100,00 |      |
| Eleitorado/Participação | Eleitorado/Participação        | 31 159 | 37,95 / 100,00  | 0,70 |

| Freguesia                                   | %     | %     | %     | %     | %    | %    | %    | %    | %    | Votantes |
| Freguesia                                   | PS    | PSD   | BE    | CDU   | CDS  | PAN  | A    | B!   | L    | Votantes |
| ------------------------------------------- | ----- | ----- | ----- | ----- | ---- | ---- | ---- | ---- | ---- | -------- |
| Assentiz                                    | 39,25 | 24,01 | 8,69  | 4,30  | 3,23 | 3,85 | 1,34 | 2,15 | 0,90 | 1 116    |
| Brogueira, Parceiros de Igreja e Alcorochel | 44,16 | 14,84 | 10,58 | 6,93  | 3,28 | 3,53 | 2,80 | 2,80 | 1,22 | 822      |
| Chancelaria                                 | 35,28 | 26,95 | 10,11 | 2,13  | 4,26 | 2,13 | 2,30 | 1,24 | 1,06 | 564      |
| Meia Via                                    | 38,15 | 13,05 | 19,08 | 7,03  | 3,41 | 2,61 | 2,81 | 1,41 | 1,00 | 498      |
| Olaia e Paço                                | 37,88 | 12,67 | 13,40 | 10,23 | 4,99 | 5,36 | 1,22 | 1,95 | 0,49 | 821      |
| Pedrógão                                    | 40,36 | 19,12 | 10,32 | 7,28  | 4,10 | 3,64 | 1,21 | 0,76 | 0,61 | 659      |
| Riachos                                     | 38,32 | 12,56 | 14,57 | 9,76  | 4,55 | 3,19 | 1,69 | 1,43 | 1,37 | 1 537    |
| Santa Maria, Salvador e Santiago            | 31,20 | 18,88 | 14,88 | 6,78  | 6,59 | 4,26 | 2,60 | 2,19 | 1,51 | 2 654    |
| São Pedro, Lapas e Ribeira Branca           | 34,22 | 14,67 | 16,15 | 10,17 | 4,36 | 4,00 | 1,45 | 1,35 | 1,49 | 2 823    |
| Zibreira                                    | 37,65 | 16,27 | 12,35 | 9,34  | 5,12 | 4,22 | 2,11 | 1,20 | 1,51 | 332      |
| Torres Novas                                | 36,15 | 16,90 | 13,78 | 7,88  | 4,71 | 3,84 | 1,91 | 1,73 | 1,24 | 11 826   |

### Vila Nova da Barquinha
| Partido                 | Partido                                         | Votos | %               | +/-  |
| ----------------------- | ----------------------------------------------- | ----- | --------------- | ---- |
|                         | Partido Socialista                              | 948   | 41,07 / 100,00  | 3,31 |
|                         | Partido Social Democrata                        | 284   | 12,31 / 100,00  | -    |
|                         | Bloco de Esquerda                               | 235   | 10,18 / 100,00  | 4,68 |
|                         | Coligação Democrática Unitária                  | 192   | 8,32 / 100,00   | 7,14 |
|                         | Pessoas–Animais–Natureza                        | 109   | 4,72 / 100,00   | 2,86 |
|                         | CDS – Partido Popular                           | 81    | 3,51 / 100,00   | -    |
|                         | Basta!                                          | 59    | 2,56 / 100,00   | 1,33 |
|                         | LIVRE                                           | 40    | 1,73 / 100,00   | 0,23 |
|                         | Aliança                                         | 33    | 1,43 / 100,00   | Novo |
|                         | Partido Comunista dos Trabalhadores Portugueses | 32    | 1,39 / 100,00   | 0,63 |
|                         | Nós, Cidadãos!                                  | 29    | 1,26 / 100,00   | Novo |
|                         | Partido Nacional Renovador                      | 28    | 1,21 / 100,00   | 0,74 |
|                         | Outros (com menos de 1,00%)                     | 48    | 2,08 / 100,00   |      |
| Votos Inválidos         | Votos Inválidos                                 | 190   | 8,24 / 100,00   | 0,14 |
| Total                   | Total                                           | 2 308 | 100,00 / 100,00 |      |
| Eleitorado/Participação | Eleitorado/Participação                         | 6 222 | 37,09 / 100,00  | 2,05 |

| Freguesia              | %     | %     | %     | %     | %    | %    | %    | %    | %    | %    | %    | %    | Votantes |
| Freguesia              | PS    | PSD   | BE    | CDU   | PAN  | CDS  | B!   | L    | A    | PCTP | NC!  | PNR  | Votantes |
| ---------------------- | ----- | ----- | ----- | ----- | ---- | ---- | ---- | ---- | ---- | ---- | ---- | ---- | -------- |
| Atalaia                | 40,67 | 11,31 | 10,52 | 9,33  | 5,75 | 2,98 | 1,79 | 2,98 | 1,39 | 1,59 | 0,99 | 1,39 | 504      |
| Praia do Ribatejo      | 45,75 | 12,30 | 8,50  | 4,52  | 3,07 | 3,98 | 2,35 | 1,08 | 1,45 | 1,08 | 1,45 | 1,08 | 553      |
| Tancos                 | 57,00 | 8,00  | 8,00  | 13,00 | 2,00 | 1,00 | 1,00 | 1,00 | 0    | 0    | 1,00 | 1,00 | 100      |
| Vila Nova da Barquinha | 37,62 | 13,12 | 11,03 | 9,30  | 5,30 | 3,74 | 3,13 | 1,56 | 1,56 | 1,56 | 1,30 | 1,22 | 1 151    |
| Vila Nova da Barquinha | 41,07 | 12,31 | 10,18 | 8,32  | 4,72 | 3,51 | 2,56 | 1,73 | 1,43 | 1,39 | 1,26 | 1,21 | 2 308    |